# The Amazing Spider-Man (videogioco 2012)
The Amazing Spider-Man è un videogioco d'avventura/azione basato sull'omonimo film, è sviluppato dalla Beenox, sviluppatore di Spider-Man: Shattered Dimensions e Spider-Man: Edge of Time e pubblicato dalla Activision. 
È stato pubblicato il 26 giugno 2012 in America Settentrionale e il 29 giugno 2012 in Europa, per Xbox 360, PlayStation 3, Nintendo DS, Nintendo 3DS, Android e iOS, la versione PC, in leggero ritardo rispetto alle altre, è uscita il 31 agosto 2012. Una versione per il Wii U è stata pubblicata il 5 marzo in Nord America e l'8 marzo 2013 in Europa, con il nome di The Amazing Spider-Man: Ultimate Edition in entrambe le regioni. Una versione per la PlayStation Vita è stata pubblicata il 19 novembre 2013.
Il videogioco è stato scritto e sceneggiato da Seamus Kevin Fahey, noto per Battlestar Galactica, e funge da epilogo del film The Amazing Spider-Man.

## Trama
Il gioco è ambientato dopo gli eventi del film. Peter e Gwen si intrufolano nella Oscorp poiché la ragazza sospetta che nell'edificio si stiano proseguendo gli esperimenti che hanno tramutato Curt Connors in Lizard. I dubbi della giovane si rivelano fondati: la Oscorp ha infatti prodotto un numero di cosiddetti "ibridi" sfruttando gli appunti usati da Connors. Li incontrano il brillante e misterioso Alistair Smythe, che guiderà i due in un rapido tour dell'edificio. Improvvisamente, però, reagendo al sangue di ragno di Peter, un ibrido riesce a liberarsi, e libera tutti gli altri nella Oscorp. Nella confusione più totale, uno dei mostri, Vermin, morde il braccio di Gwen, infettandola. Indossato il suo costume da Spider-Man, Peter si getta al salvataggio della sua amata, la quale, una volta condotta al sicuro, dona a Peter un cellulare col quale i due potranno tenersi in contatto. Il ragazzo affronterà uno dei robot della Oscorp S-01.
Per riuscire a guarire gli scienziati e Gwen, Peter decide di far evadere Connors dal manicomio di Beloit in cui lo stesso protagonista lo aveva rinchiuso, essendo egli l'unico a possedere le conoscenze necessarie per creare di un antidoto. Una volta liberato, il protagonista e lo scienziato si recano nell'appartamento di un amico di famiglia di Peter, Stan (ovviamente ispirato a Stan Lee, creatore del personaggio). Come è logico, per poter creare l'antidoto, Connors ha bisogno dei suoi appunti di lavoro, custoditi dalla Oscorp, che brama di distruggerli per evitare qualsiasi tipo di coinvolgimento fra Lizard e la Oscorp stessa. L'eroe si intrufola quindi nei laboratori Oscorp per localizzare l'ubicazione degli appunti di Connors, incontrando anche la bella reporter del telegiornale Witney Chang. Grazie al suo aiuto, Peter scova gli appunti dello scienziato e li porta immediatamente al dottore, che inizia a lavorare ad un antidoto. Ma per poter creare una cura, serve anche il campione di sangue di uno degli ibridi, Vermin. Rintracciato, Spidey riesce a trovarlo e a sconfiggerlo, prelevando un campione di sangue di quest'ultimo per poi portarlo a Connors, che finalmente crea l'antidoto.
L'Uomo Ragno si precipita immediatamente alla Oscorp per somministrare l'antidoto a Gwen e agli altri infetti, ma quando giunge dalla sua amata, Smythe si mette in mezzo e decide di sperimentare la cura sul suo stesso corpo, con il risultato che perde l'uso di entrambe le gambe, e Peter, separato bruscamente da Gwen, è costretto a fuggire dalla Oscorp per poi subire le ire di Smythe, che gli manda il robot-serpente, l'S-02. Dopo aver distrutto il robot e affrontato Scorpione (un ibrido libero in città), Peter si reca da Connors in modo da chiedergli spiegazioni sull'antidoto, ma le forze lo abbandonano, e al suo risveglio trova Connors stranamente su di giri, poiché ha finalmente creato l'antidoto perfetto sfruttando il sangue di ragno che è nel suo corpo. Così Spidey raggiunge la Oscorp per curare gli infetti e la sua amata, salva un gruppo di scienziati infetti e con loro anche Gwen, e riesce a dare a quest'ultima l'antidoto, che funziona. Ma Smythe riesce a scoprire che l'Uomo Ragno e Peter Parker sono la stessa persona, e rapisce Connors, costringendo il protagonista a trovarlo mentre gli scaglia contro degli Ammazzaragni. Trovato Connors, Spidey riesce a farlo scappare, ma viene preso da Smythe, che gli inietta dei nanobot che non solo priva Spider-Man di tutti i suoi poteri, ma lo indebolirà sempre di più fino ad ucciderlo.
Senza più Spider-Man, Curt Connors decide di tramutarsi nuovamente in Lizard per fermare Smythe. Mentre quest'ultimo tenta di sconfiggerlo da solo, Gwen avverte Peter del fatto che se si farà colpire più volte da un robot anti-ibrido di Smythe, questo gli rimuoverà dal sangue i nanobot che hanno privato i suoi poteri, e infatti così avviene: Spider-Man riesce a riacquisire le sue capacità e si reca in aiuto di Lizard sconfiggendo assieme Alistair Smythe, che viene consegnato alla giustizia. Lizard inizia però a prendere il sopravvento, e Spidey lo affronta e, con l'aiuto di Gwen, riesce a usare il siero per fermare Lizard. Dopo aver affrontato nelle fogne Nattie, Spider-Man riesce a somministrare a Lizard la cura, facendo tornare in sé Curt Connors, che decide di sua spontanea volontà di tornare nel manicomio di Beloit per scontare la pena che gli spetta.
Dopo un po' di tempo, mentre Gwen è seduta insieme a Peter nel divano dell'appartamento di quest'ultimo, sentono in televisione che Alistair Smythe è fuggito della polizia ed è tornato in libertà; ma poi, nella scena dopo i titoli di coda Smythe cerca faticosamente di camminare con le sue forze quando uno dei suoi stessi robot capta il sangue ibrido di Smythe e lo uccide immediatamente.

## Personaggi
- Peter Parker/Spider-Man: è supereroe con le capacità proporzionali di un ragno. Dopo aver salvato la città da Lizard, deve salvarla anche da un virus letale che trasforma la gente comune in ibridi mutanti. È doppiato nella versione italiana da Luca Sandri
- Dr. Curt Connors/Lizard: è il boss finale. Inizialmente aiuta Peter a trovare una cura, dopo che quest'ultimo l'ha fatto evadere dal manicomio di Beloit. Però, dopo essersi trasformato in Lizard per sconfiggere Alistair Smythe, viene sopraffatto dal suo lato oscuro e Peter dovrà nuovamente fermarlo e riportarlo al manicomio. È doppiato nella versione italiana da Marco Balzarotti
- Alistair Smythe: si può considerare l'antagonista principale. Invia i suoi robot per la città per eliminare gli ibridi, compreso Spider-Man. La cura fallimentare di Connors gli fa perdere l'uso delle gambe, portandolo ad odiare il dottore e Spidey. Cercherà di uccidere entrambi, ma verrà sconfitto dai due. Alla fine Smythe, che è stato infettato dal virus, viene ucciso dai suoi robot che riconoscono il suo sangue ibrido. È doppiato nella versione italiana da Matteo Zanotti
- Gwen Stacy: è la fidanzata di Peter Parker. Viene infettata dal virus e rischia di morire, ma viene salvata dall'eroe. Alla fine Peter dovrà salvarla da Lizard, venendo ringraziato con un dolce bacio. Alla fine del gioco Peter e Gwen possono godersi un meritato periodo di relax. È doppiata nella versione italiana da Emanuela Pacotto
- Aleksei Sytsevich/Rhino: è un ibrido mutante che Peter dovrà combattere due volte. Prima in città, e poi nelle fogne, dove lo getta in un pozzo elettrico, presumibilmente uccidendolo.
- Scorpione: è un ibrido che Peter dovrà combattere prima alla Oscorp e poi in città.
- Withney Chang: è una giornalista del Daily Bugle. È amica di Spidey e i due si aiuteranno vicendevolmente. È doppiata nella versione italiana da Jenny De Cesarei
- Felicia Hardy: alias Gatta Nera, è una ladra sensuale e affascinante, che fugge da Beloit. Spidey impedisce il compimento della sua rapina alla Saint Gabriel Bank, e l'arresta. È implicito che sia fuggita, in quanto sopra ad una gioielleria rapinata c'è un biglietto con un rossetto e un artiglio di gatto con scritto "You missed me, Spider-Man". È doppiata nella versione italiana da Lorella De Luca
- Iguana: un ibrido che ha rapito il procuratore Henry Harper.
- Vermin: è un mostro a cui Peter deve prelevare un campione di sangue.
- Stan Lee: è rappresentato nel gioco come un amico di zia May. È giocabile tramite pre-order o DLC. È doppiato nella versione italiana da Francesco Mei
- Nattie: è un ibrido che Peter dovrà affrontare verso la fine del gioco.

Personaggi citati
- Uomo sabbia: pur non apparendo nel gioco, in una indagine fotografica Withney Chang dirà che una bambina di nome Penny, la di lui figlia, è scomparsa e sul posto ci sarà un grosso buco con moltissima sabbia.
- Mister Negativo: sempre in un'indagine fotografica, Withney dirà che c'è stato un fenomeno in cui gli oggetti erano trasformati in ombre e il responsabile aveva lasciato una firma. Se si completerà l'indagine e si consulterà l'e-mail della giornalista in cui comunicherà la sua anteprima, si vedrà alla fine che dice "gli uomini sanno già come chiamarlo: Mister Negativo". Il personaggio non appare né qui né nel sequel, ma lì verrà citato da Shocker e in due delle registrazioni della detective Jean DeWoff.

## Costumi alternativi
Ci sono vari costumi alternativi, che si possono sbloccare trovando e fotografando gli emblemi di Spider-Man sparsi nell'ambiente di gioco e finendo il gioco:
- Spider-Man (default)
- Spider-Man ibrido
- Scarlet Spider (2012)
- Future Foundation
- Big Time
- Costume nero (dal film del 2007)
- Costume della zona negativa
- Costume classico
- Stan Lee (pre-ordinando il gioco)
- Vigilante (inizialmente in esclusiva per PS3 pre-ordinando il gioco e successivamente reso disponibile anche per la versione Wii U del gioco, pubblicata il 5 marzo 2013).

### Contenuti scaricabili
Le versioni per PlayStation 3 e Xbox 360 hanno ricevuto quattro contenuti scaricabili.
- Rhino Challenge: pre-ordine esclusivo di GameStop, include Rhino come personaggio giocabile per attaccare veicoli e criminali per tutta la città, e la tuta di Sam Raimi della trilogia 2002-2007.
- Lizard Rampage: include Lizard come personaggio giocabile per attaccare le guardie e distruggere generatori, e la tuta Vigilante del film stesso The Amazing Spider-Man (tuta disponibile in seguito come DLC anche per la versione Wii U).
- Oscorp Search and Destroy: contiene due minigiochi simili a Snake e Space Invaders.
- Stan Lee Adventure: pre-ordine esclusivo di Amazon.com, include Stan Lee come personaggio giocabile con i poteri di Spider-Man, e un minigioco speciale dove Stan deve trovare le pagine di un copione dedicato al cinquantesimo anniversario di Spider-Man.[12]

## Accoglienza
| Testata                          | Versione | Giudizio |
| -------------------------------- | -------- | -------- |
| Metacritic (media al 30-01-2020) | 3DS      | 55/100   |
| Metacritic (media al 30-01-2020) | iOS      | 66/100   |
| Metacritic (media al 30-01-2020) | PS3      | 71/100   |
| Metacritic (media al 30-01-2020) | PSVITA   | 55/100   |
| Metacritic (media al 30-01-2020) | Wii      | 58/100   |
| Metacritic (media al 30-01-2020) | WiiU     | 66/100   |
| Metacritic (media al 30-01-2020) | X360     | 69/100   |
| Game Informer                    | Tutte    | 6.75/10  |
| GameSpot                         | Tutte    | 7.5/10   |
| IGN                              | Tutte    | 7.0/10   |
| TouchArcade                      | iOS      | 2/5      |

Il gioco ha ricevuto un'accoglienza superiore alla media, principalmente per la versione PS3. Metacritic ha dato un 71/100 alla versione PlayStation 3, un 69/100 a quella Xbox 360, un 66/100 a quella Wii U, un 58/100 a quella Wii, e un 55/100 a quella 3DS.
GameSpot lo ha votato con un 7.5/10, lodandone il controlli ma criticando l'estrema facilità. Game Informer lo ha votato con un 6.75/10, citandone il fallimento nel mantenerne il potenziale data la storia generica e le missioni secondarie ripetitive. IGN lo ha votato 7.0/10; Greg Miller ha dichiarato: "la grafica non è stupefacente, e la storia non è molto eccitante, ma The Amazing Spider-Man è divertente da giocare."
La rivista Play Generation diede alla versione per PlayStation 3 un punteggio di 78/100, apprezzando le possibilità offerte dai combattimenti e l'ebrezza inimitabile di "spenzolare" tra i grattacieli e come contro la trama poco appassionante, le missioni secondarie banali e qualche bug di troppo, finendo per trovarlo un gioco con un paio di notevoli picchi, ma anche delle notevoli cadute, reputandolo così un titolo solo per fan sfegatati.

## Sequel
Il videogioco ha avuto un seguito chiamato The Amazing Spider-Man 2, uscito il 29 aprile 2014 in Nord America e il 2 maggio in Europa.